# 松島枇杷子は改造人間である。
『松島枇杷子は改造人間である。』（まつしまびわこはかいぞうにんげんである）は、Rateblackより2005年8月26日に発売されたパソコン用アダルトゲームである。

## ストーリー
主人公星山亜紀は、群馬から怪人によるテロの頻発している東京にやって来た。
そこに現れたのは謎の女性2人は、あっさりとテロリストを倒してしまう。
正義の味方に憧れていた亜紀は、自分も正義の味方として戦いたいと思うようになる。
果たして亜紀は、怪人達がテロを続ける東京を、守ることができるのか…。

## 登場人物
星山亜紀(ほしやまあき)声：木村あやか
本作の主人公。群馬から上京してきた所をテロに巻き込まれ、枇杷子と霞に助けられる。以降、自らも共に戦いたいと決意する。趣味はヒーローモノの漫画を描くこと。
松島枇杷子（まつしまびわこ）声：ありす
亜紀を助けた改造人間1号、感情表現に乏しく、発言は手厳しいものがあるが、霞と亜紀には一定の信頼を寄せていることが窺える。
天野霞（あまのかすみ）声：三咲里奈
亜紀を助けた改造人間2号、お嬢様だが気さくで心優しい少女。枇杷子のパートナーとして、彼女を気遣っている。

## スタッフ
- 原画：よしむらけんたろー
- シナリオ：岩清水新一
- サウンド：与猶啓至

### 主題歌
- オープニング主題歌『リアル±』

作詞：沢田あづき／作曲：細井聡司／編曲：TOMA／バイオリン：竹内純／歌：中原涼